# 加加林宇航员培训中心
加加林宇航员培训中心（俄語：Центр подготовки космонавтов имени Ю. А. Гагарина），位于俄罗斯首都莫斯科市以东大约30公里的星城內。作为前苏联和俄罗斯宇航员的最重要的选拔及培训基地，加加林宇航员培训中心一直是军事禁区。
加加林宇航员培训中心从1960年1月11日开始动工。从加加林开始，这里已经培养出100多名俄籍以及外国宇航员，是名副其实的“宇航员的摇篮”。在这里培训的所有外国宇航员都需要在俄罗斯人民友谊大学预科系通过俄语培训。

## 圖片

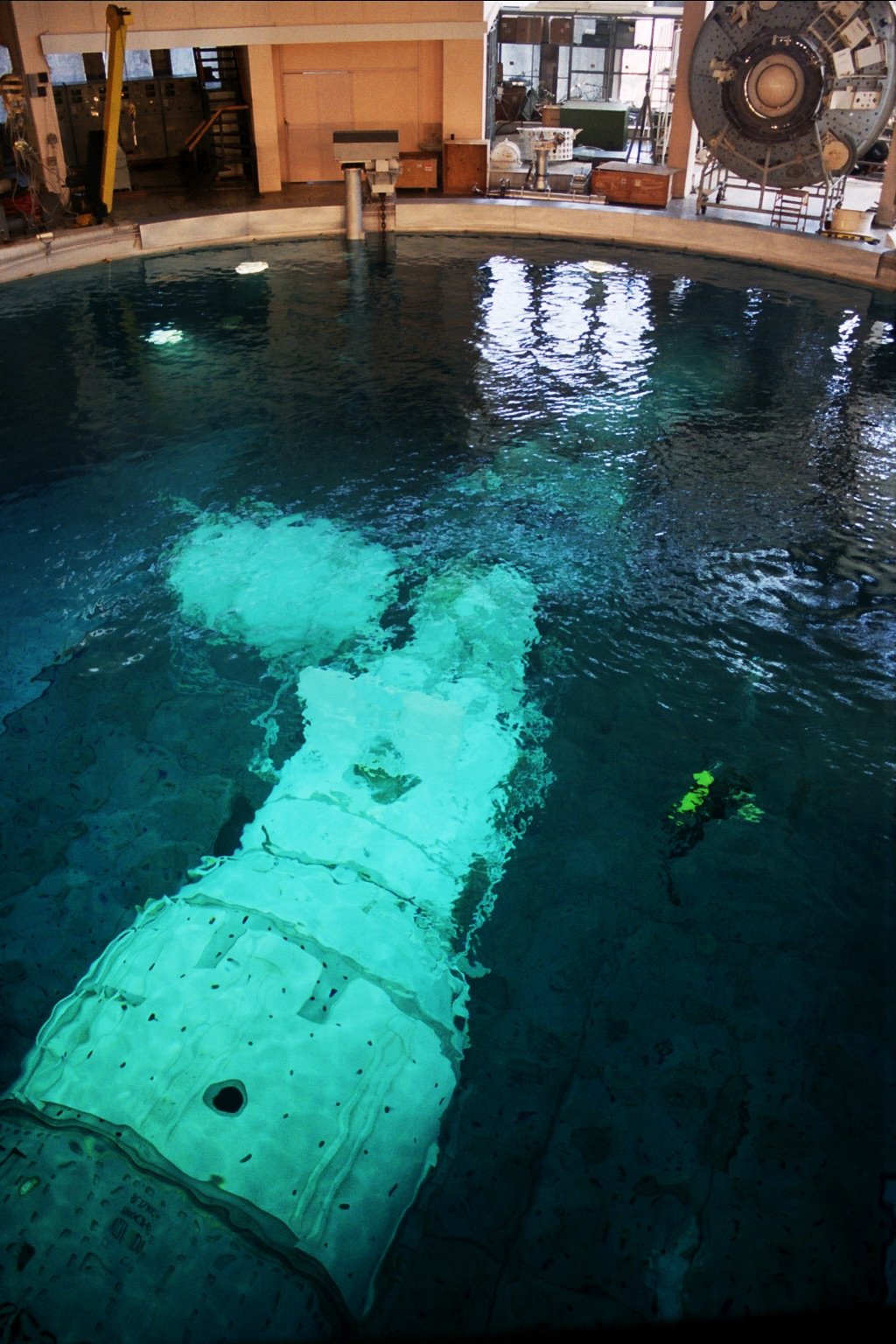
宇航員在加加林宇航員培訓中心訓練池內的Zarya模組訓練艙
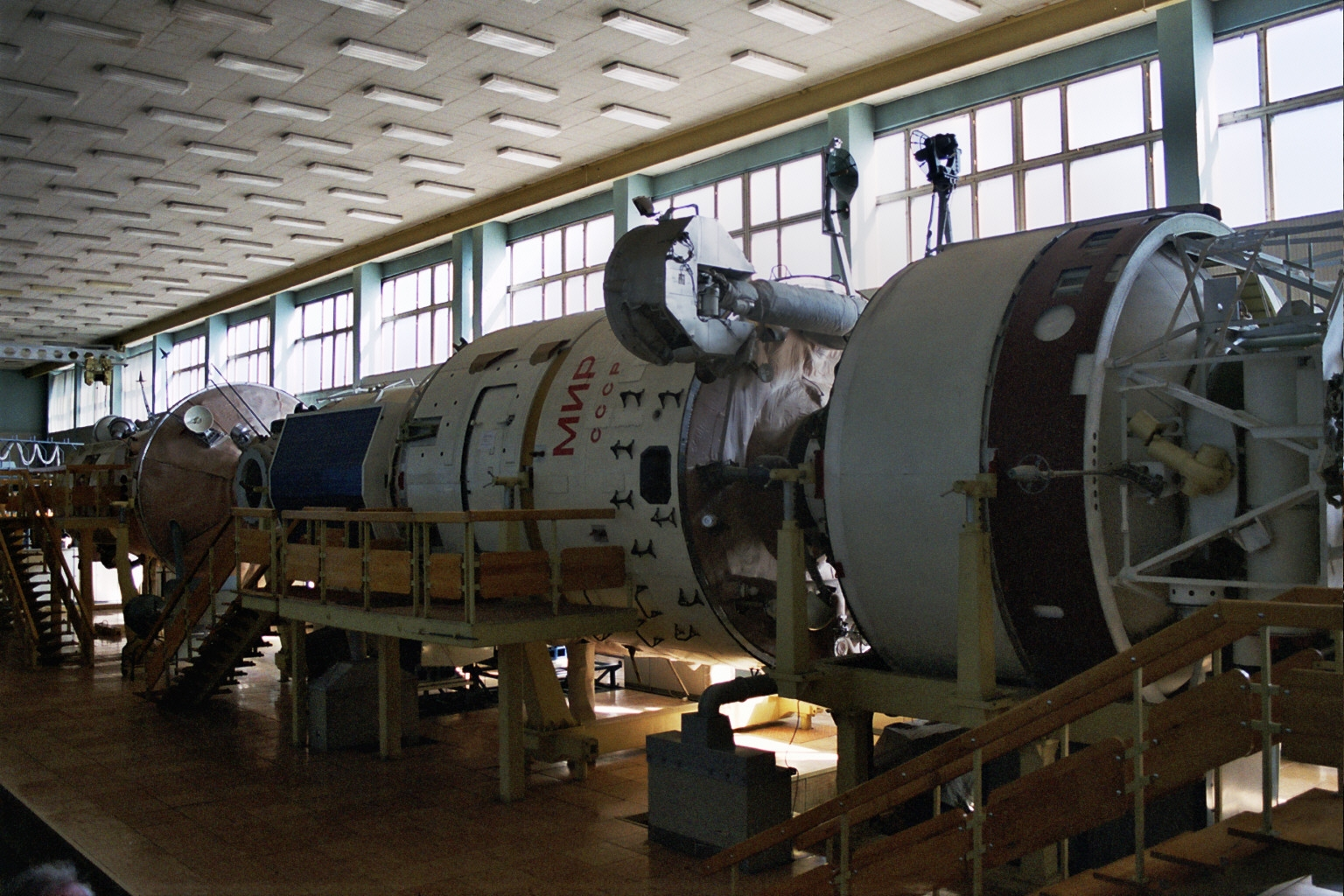
和平號模組訓練艙
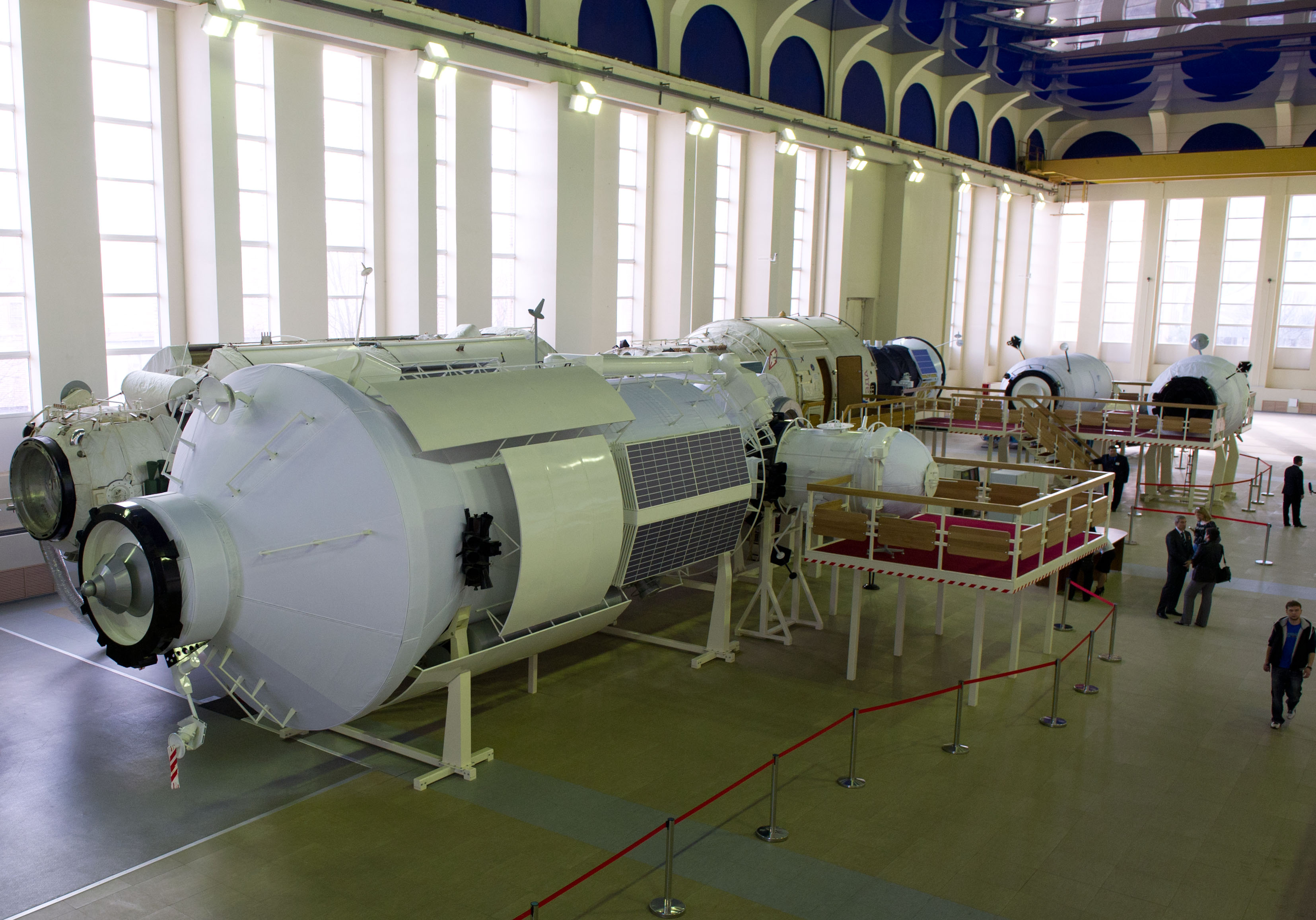
国际空间站模型
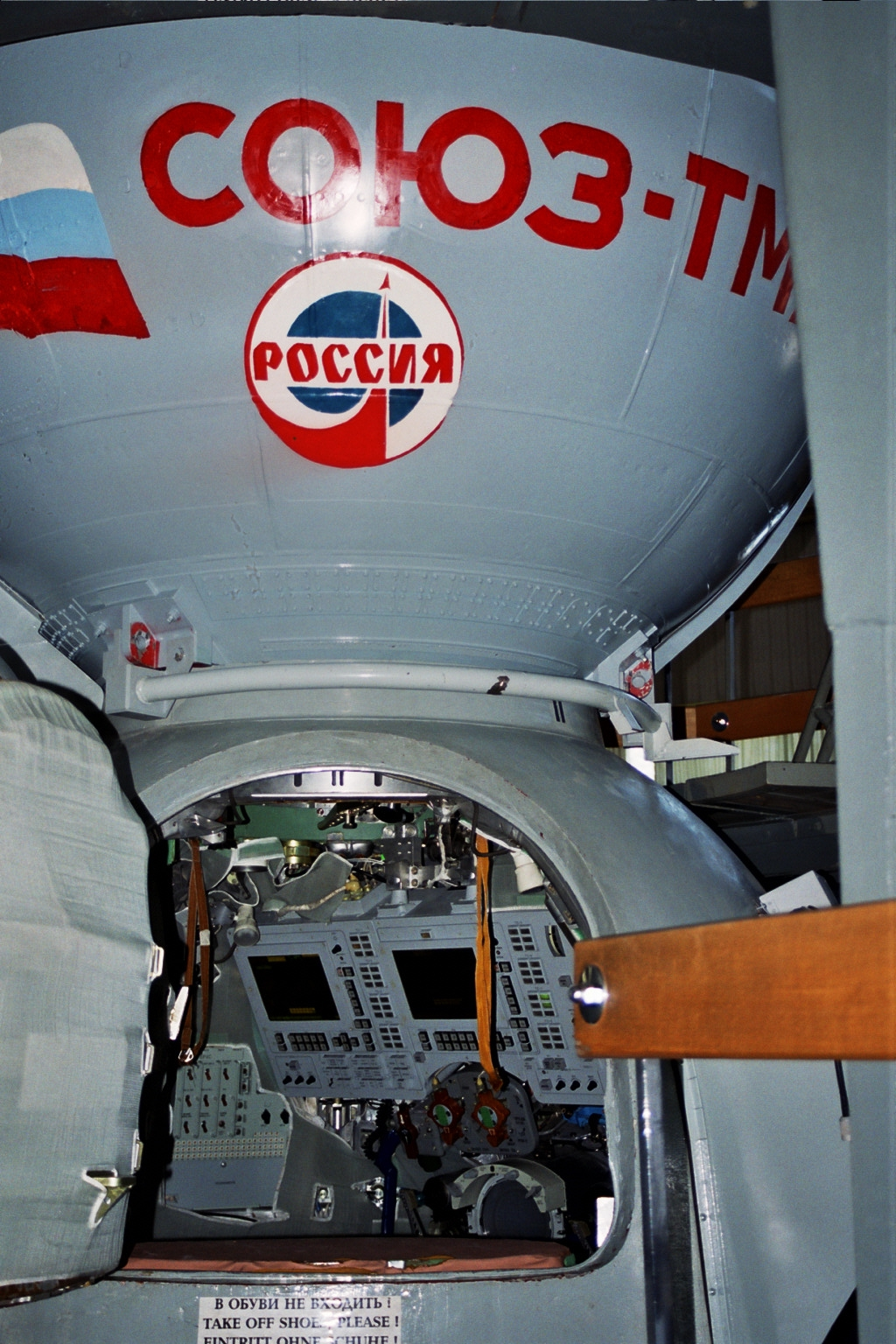
联盟-TMA模組訓練艙
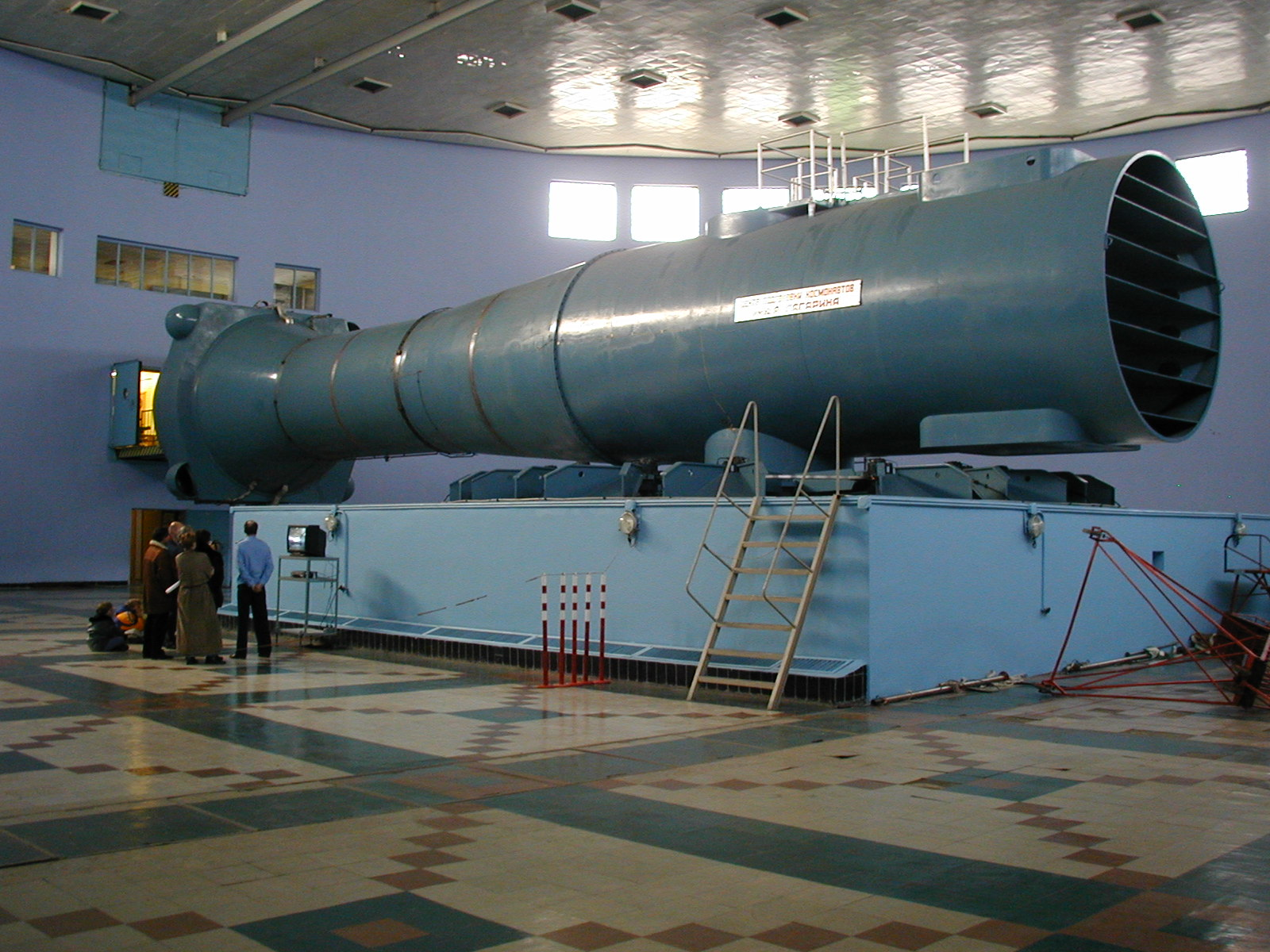
过载训练机
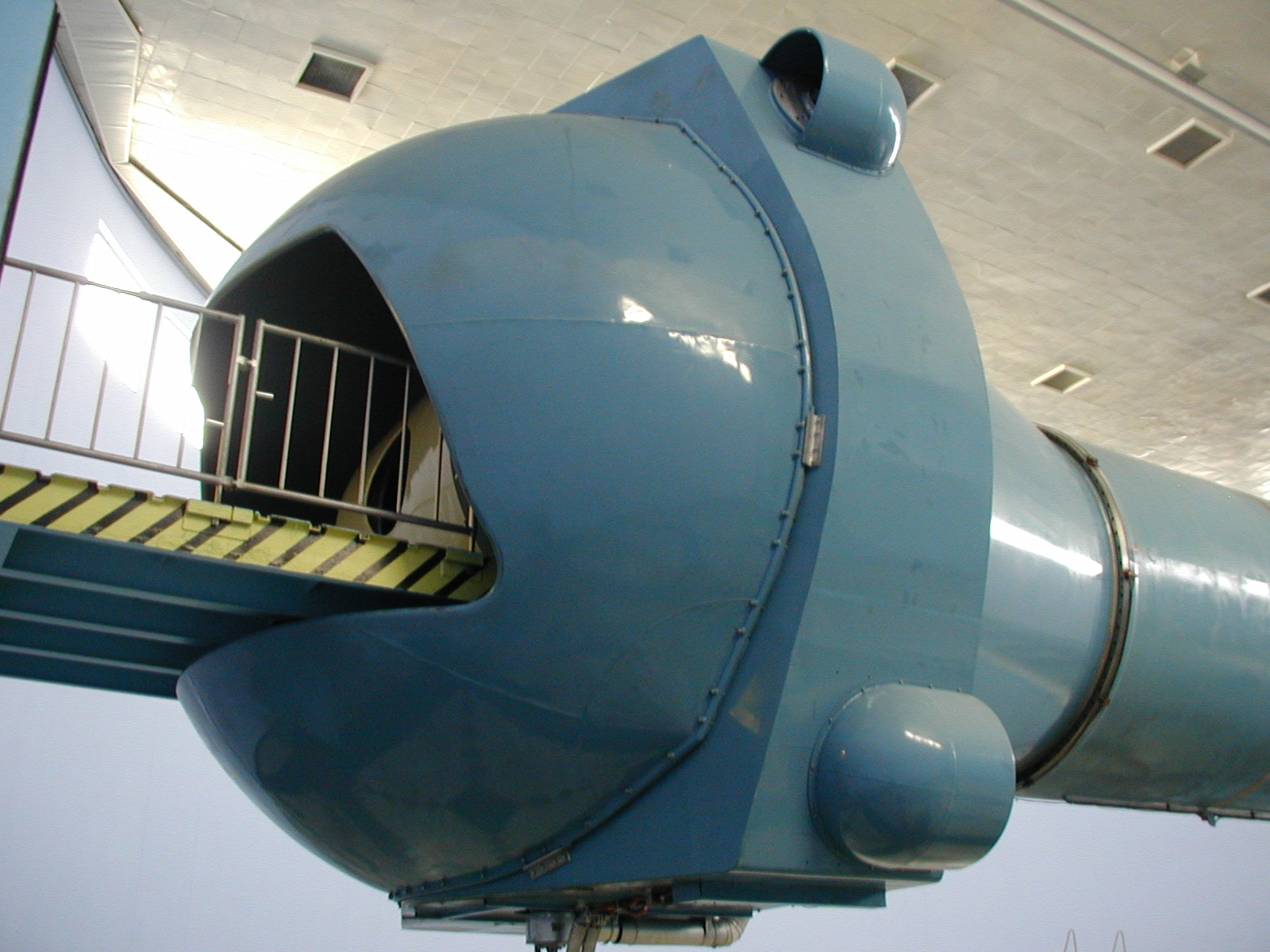

## 外部連結
- 官方网站
- Colin Burgess, Rex Hall. . Praxis. 2010-06-02: 356. ISBN 0-387-84823-1.